# Drosophila eminentiula
Drosophila eminentiula este o specie de muște din genul Drosophila, familia Drosophilidae, descrisă de Zhang și Shi în anul 1995. Conform Catalogue of Life specia Drosophila eminentiula nu are subspecii cunoscute.